# Clitostethus arcuatus
Clitostethus arcuatus – gatunek chrząszcza z rodziny biedronkowatych (Coccinellidae) i podrodziny Scymninae.

## Opis

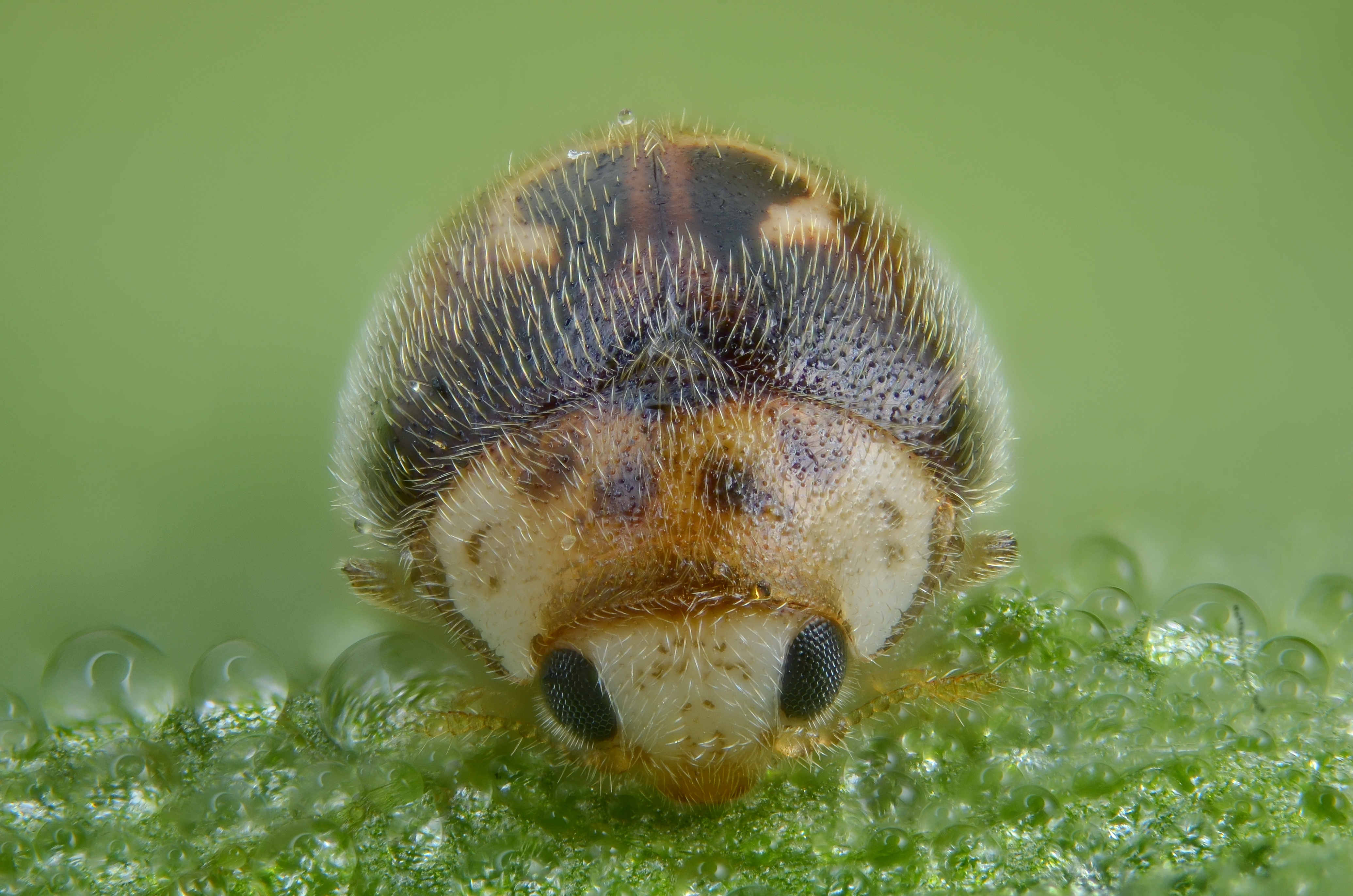
Imago z przodu

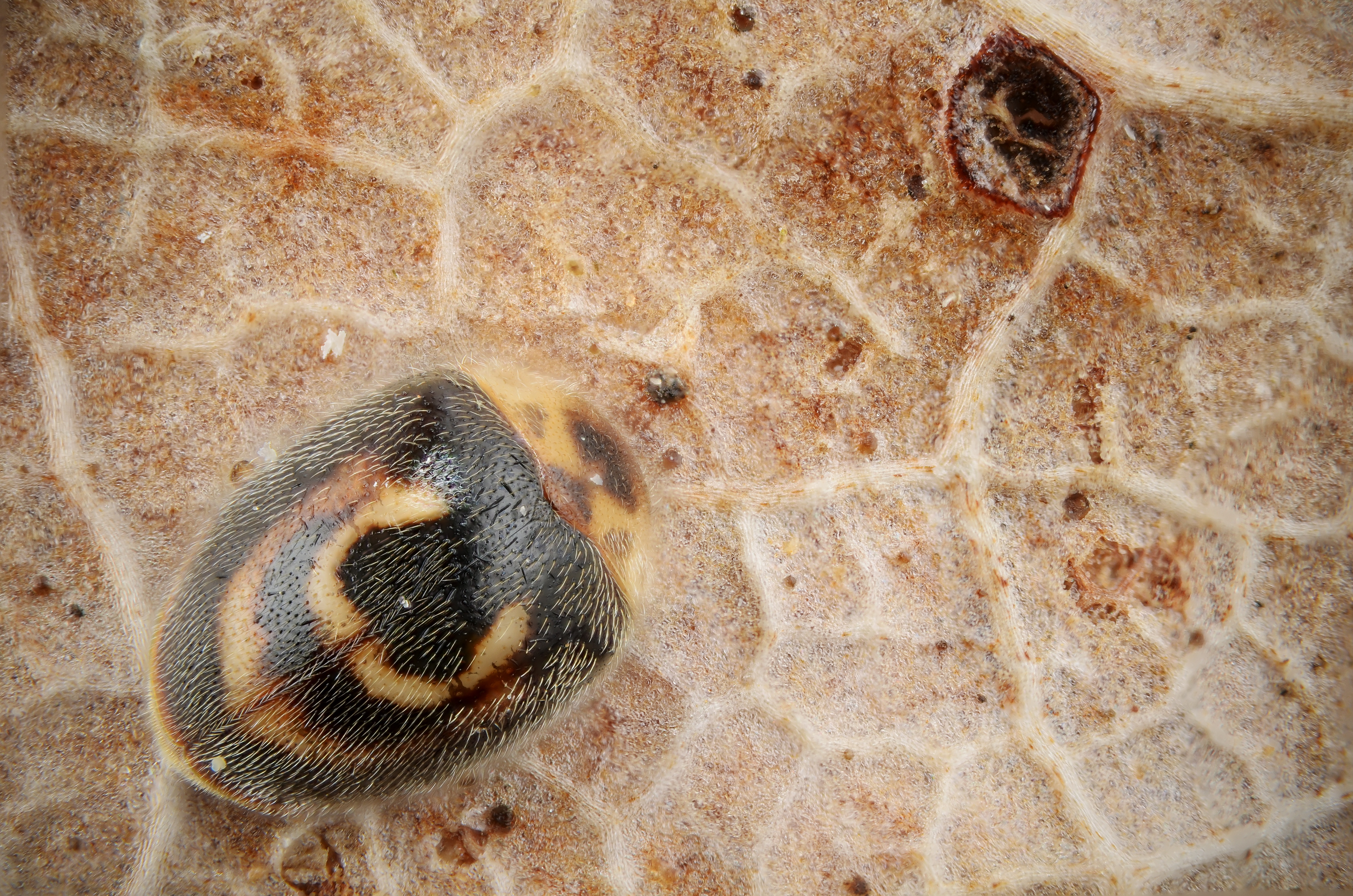
Widok z góry (widoczne łukowate plamy na pokrywach)

Bardzo małych rozmiarów chrząszcz, mierzący zaledwie 1-1,5 mm. Ciało imago owalne, w całości pokryte gęstymi, jasnymi włoskami. Głowa biała. Czułka kremowe, stosunkowo długie, sięgają prawie do połowy przedplecza; ponad połowa pierwszego członu osadzona jest w głębokim wcięciu czoła. Boczny wyrostek czoła zachodzi na czarne oczy. Narząd gębowy prawie bezpośrednio przylega do ud przedniej pary odnóży; nadustek zatokowato wcięty i rozszerzony na boki. Przedplecze plamkowane lub nie, o zmiennym ubarwieniu, od żółtego po brunatne, jaśniejsze na bokach. Pokrywy czarne lub ciemnobrunatne, z charakterystycznym deseniem złożonym z dwóch jasnych plam w kształcie półksiężyca. Wzór przepoławia szew pokryw. Odnóża kremowe.
Larwa biała, porośnięta jasnymi włoskami.

## Biologia
Zamieszkują ciepłe tereny gęsto porośnięte roślinnością. Spotykane w zaroślach, ogrodach, parkach, szklarniach czy na uprawach roślin, na których żerują mączliki (Aleyrodidae), źródło pokarmu chrząszczy. Zarówno larwy, jak i imagines pożerają pluskwiaki w każdym stadium rozwoju, od jaj po postacie dorosłe. Stwierdzono żerowanie biedronek na szeregu różnych gatunków mączlikowatych, w tym na mączliku szklarniowym (Trialeurodes vaporariorum), mączliku warzywnym (Aleyrodes proletella), Siphoninus phillyreae, Bemisia tabaci czy Dialeurodes citri. Wraz ze wzrostem temperatury otoczenia znaczącemu przyśpieszeniu ulega cykl rozwojowy stadiów preimaginalnych C. arcuatus, a także wzrasta liczba pokoleń w jednym sezonie. Na przykład w Iranie notuje się zazwyczaj cztery pokolenia, kiedy w Europie Środkowej liczba ta nie przekracza trzech. Natomiast na Azorach sugeruje się możliwość występowania aż 12 pokoleń w ciągu roku. Samice składają jaja na spodzie liści roślin, w obrębie kolonii mączlików. Larwy wykluwają się po ok. 4 dniach. Cykl larwalny trwa zazwyczaj ok. 11 dni, po czym, po ok. 4 dniach, poczwarka przeobraża się w imago. Zimują postacie dorosłe, pod opadłymi liśćmi bądź pod korą drzew.

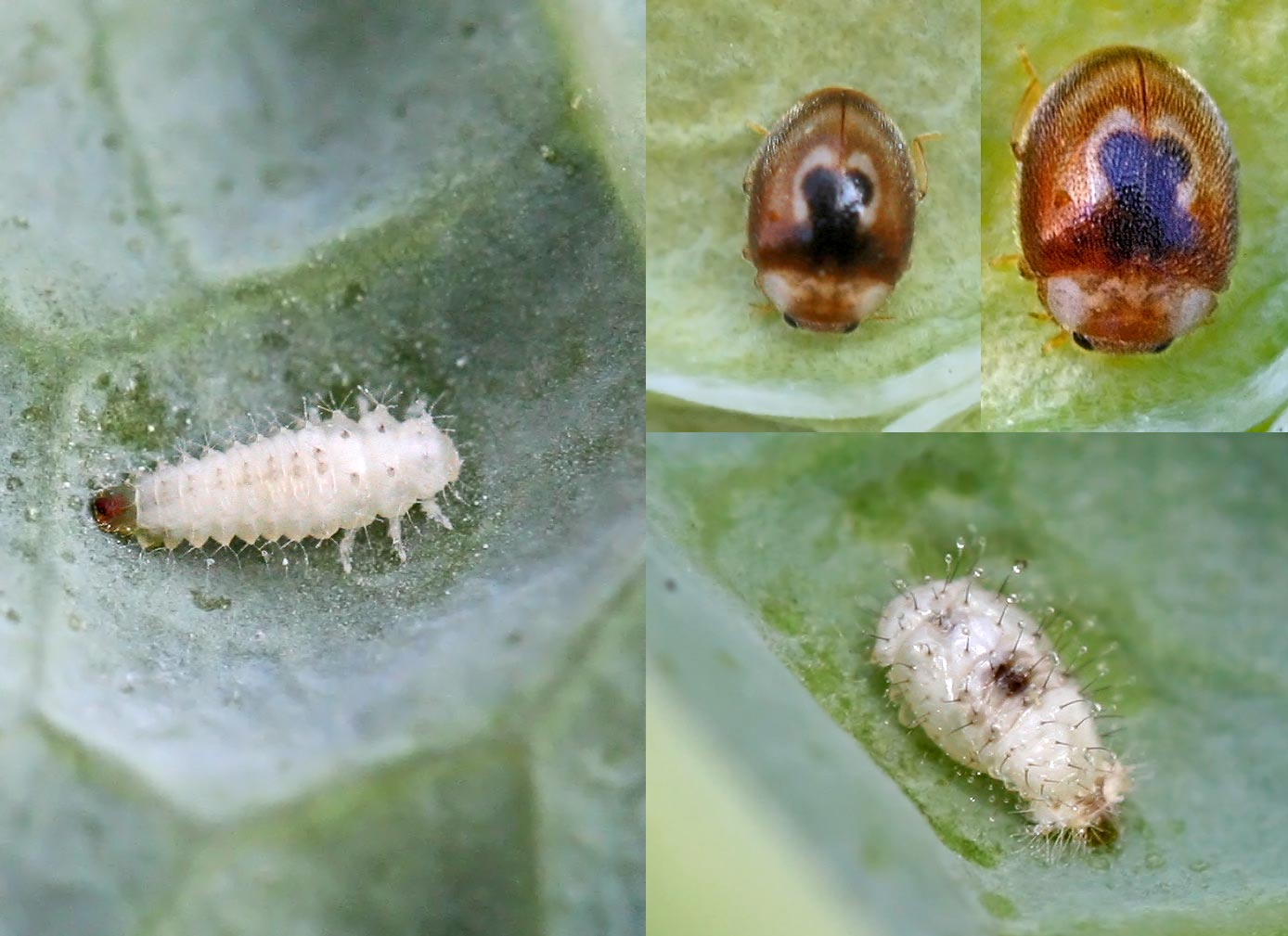
Stadia rozwojowe C. arcuatus: po lewej larwa, w prawym dolnym rogu poczwarka, w prawym górnym imago

## Występowanie
Pierwotnie gatunek zachodniopalearktyczny, wykazywany głównie z regionu Morza Śródziemnego. Odnajdywany także w cieplejszych rejonach Europy Środkowej i Zachodniej. W Azji notowany z Kaukazu, Anatolii oraz Bliskiego Wschodu (Irak, Iran). Obserwowany również w Afryce Północnej, na Azorach i Maderze.
Zawleczony do Ameryki Południowej i Północnej pod koniec XX wieku w celu walki z plagami mączników na tamtejszych plantacjach cytrusów, jabłek czy granatów. W Ameryce Południowej obecny w Argentynie, Chile, Peru i Boliwii, a w Ameryce Północnej stałe populacje znajdują się na zachodzie Kalifornii, USA.
W Polsce obserwowany rzadko. Sama obecność chrząszcza na terenie kraju przez długi czas nie była oficjalnie potwierdzona. Notowany był ze Śląska i okolic Ojcowa, jednak nie istniały dowody okazowe na jego występowanie. Pierwsze potwierdzenie obecności gatunku w Polsce pochodzi z Kluczborka z 2005 roku. Później obserwowany w okolicach Poznania i Wrocławia, a także w Warszawie, Łodzi i Zielonej Górze. 